# شراوستی
شراوستی (انگلیسی: Shravasti)، کوسالا شهری در ناحیه شراوستی در ایالت اوتار پرادش هند است که پایتخت پادشاهی هند باستانی کوسالا بوده و جایی که بودا بیشتر از همه پس از روشنگری خود در آن زندگی می‌کرده است.